# Palast Orchester
Palast Orchester es un grupo orquestal alemán formado en Berlín al estilo de otros grupos musicales de los años 20 y 30. Su repertorio abarca canciones cabareteras y folclóricas tanto de la época de Weimar como estadounidenses.
A lo largo del año, el grupo organiza cerca de 120 conciertos.

## Historia
El grupo se formó en 1985 en la Universidad de las Artes de Berlín por Max Raabe y varios compañeros del centro. En los primeros años, los miembros tocaban con instrumentos que Raabe compraba en mercadillos de la zona. A lo largo de un año, los integrantes estuvieron trabajando para conseguir todo el material que necesitaban para la interpretación.
En 1987 hicieron su primer concierto en público en el Teatro de Danza de Berlín como teloneros durante un segundo acto. La recepción por parte de los asistentes fue tal, que abandonaron la sala de baile para escucharles en el vestíbulo.
Cinco años después publicaron su primer hit: Kein Schwein ruft mich an.
En 2005 debutaron en el Carnegie Hall, y dos años después volvieron a actuar. En 2008 publicaron su álbum: Heute Nacht oder nie - Live in New York con el concierto en directo. En marzo de 2014 actuarían por tercera vez.

## Miembros
Los miembros son en su mayoría hombres con la única excepción de las violinistas, mujeres desde el origen de la orquesta.

### Violinistas
- Michaela Hüttich (1986–1998)
- Emily Bowman (1998–2000)
- Hanne Berger (2001–2007)
- Cecilia Crisafulli (2007–presente)

### Demás componentes
- Max Raabe (vocalista)
- Cecilia Crisafulli (violín)
- Sven Bährens (clarinete, alto saxofón, trompeta)
- Bernd Hugo Dieterich (contrabajo, sousafón)
- Michael Enders (trompeta)
- Johannes Ernst (alto saxofón)
- Rainer Fox (barítono saxofonista, flauta, guitarra)
- Bernd Frank (tenor saxofonista)
- Ulrich Hoffmeier (guitarra, banjo, balalaika)
- Thomas Huder (trompeta)
- Jörn Ranke (trombón, viola)
- Vincent Riewe (percusión)
- Ian Wekwerth (piano)

## Repertorio
Parte del repertorio de Palast Orchester son versiones como homenajes a compositores de la extinta República de Weimar como: Walter Jurmann, Fritz Rotter, Will Meisel, Charles Amberg, Günter Schwenn, Adolf Steimel y Ralph Maria Siegel. También son habituales las piezas musicales populares alemanas y estadounidenses con estilo vintage, y versiones de otros cantantes como Britney Spears, Tom Jones y Salt-N-Pepa entre otros.

## Discografía
| - Die Männer sind schon die Liebe wert (1987) - Kleines Fräulein, einen Augenblick (1989) - Ich hör' so gern Musik (1991) - Mein kleiner grüner Kaktus (1992) - Wintergarten-Edition Live (1993/1996) - Dort tanzt Lu-Lu! (1994) - Bel Ami (1995) - Music, Maestro, Please (1996) - Die größten Erfolge (1996) - Mein kleiner grüner Kaktus - Jubiläumssonderausgabe (1997) - 10 Jahre Palast Orchester mit seinem Sänger Max Raabe (1997) - Tanz-Gala (1997) - Junger Mann im Frühling (1999) - Kein Schwein ruft mich an (1999) - Ein Freund, ein guter Freund (1999) | - Krokodile und andere Hausfreunde (2000) - Ich wollt ich wär ein Huhn (2001) - Charming Weill (2001) - Superhits (2001) - Vom Himmel Hoch, Da Komm' Ich Her (2002; Christmas songs) - Superhits 2 (2002) - Palast Revue (2003) - Komm, lass uns einen kleinen Rumba tanzen (2006) - Heute Nacht oder nie - Live In New York (2008) - Küssen kann man nicht alleine (2011) - Eine Nacht in Berlin (2014) |